# Прусик

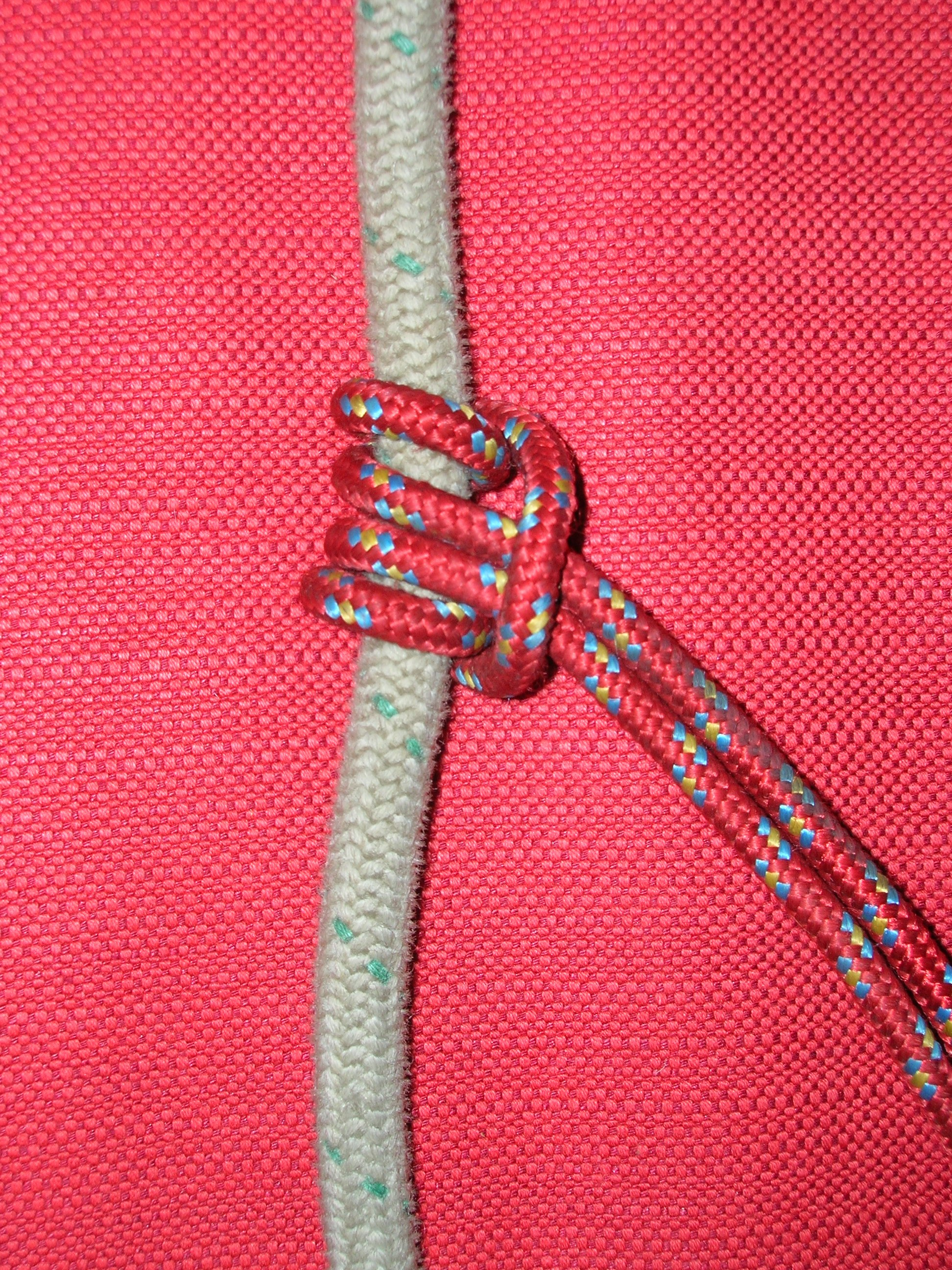
Прусик

Пру́сик (вузол Прусіка) — один зі схоплюючих вузлів. Може зав'язуватися репшнуром діаметром 6-7 мм навколо 9-14 мм основної мотузки, забезпечуючи тим самим страховку альпініста. У міру підйому або спуску пересувається рукою. У разі зриву вузол затягується на страхувальній мотузці і оберігає альпініста від падіння. Спрацьовує при навантаженнях в будь-якому напрямку. Крім страховки прусик може бути застосований і безпосередньо при підйомі по мотузці (використовується як жумар). Погано працює на мокрій і обмерзлій опорі.
Знижує середню міцність мотузки в межах 46,9-26,55 % (при сухій мотузці — 69,17-3,5 %; при мокрій — 67,3-70,4 %; при мерзлій — 53,1-54,3 %).

## Помилки
- При пересуванні вузла по мотузці вузол затискається в долоню. В цьому випадку при зриві рука рефлекторно стискується разом з вузлом і вузол не схоплює мотузку. Гальмування відбувається тільки за рахунок сили руки, що призводить до повного перетирання прусика, опіків руки, неконтрольованого спуску і, як результат, до падіння. Пересувати вузол необхідно штовхаючи його вниз або вгору по мотузці, а не обхоплюючи його;
- Другий виток йде в зворотному напрямку по відношенню до першого;
- Кінці витків допоміжної мотузки не виходять з середини вузла;
- В'яжеться з мотузки більшого чи рівного діаметра, ніж діаметр опорної;
- В'яжеться всього один виток, коли вузол використовується для підйому, страховки або при великих навантаженнях. Один виток практично завжди означає протравлювання і в ряді випадків (наприклад, жорстка основна мотузка, основна мотузка під натягом, обмерзла мотузка) може привести до неконтрольованого спуску. Часто протравлюють навіть 2 і більше витків;
- При підйомі на прусику вузол піднімається по мотузці в міру підтягування його вгору за вільні кінці. Це призводить до того, що утворюються перехльости, які будуть заважати послабити вузол після навантаження. Вузол потрібно штовхати по мотузці, а не тягнути і не обхоплювати;
- Для підйому використовується один і той же репшнур протягом тривалого часу. Це призводить до його перетирання. Необхідно оглядати репшнур перед і після використання.
- Довжина прусика береться більше довжини витягнутої руки. В цьому випадку при зриві і повисанні на прусику дотягнутися до нього вкрай складно, а при екстремальних погодних умовах, травмах і обмороженнях — практично нереально.
- Якщо прусик в'яжуть петлею з репшнура, беруться рукою за вузол петлі. В результаті, наприклад, якщо петля буде пристебнута до страхувальної системи карабіном, навантаження припадає на вузол петлі. При зав'язуванні прусика петлею з репшнура треба стежити, щоб місце пристьобування карабіна не потрапило на вузол, що з'єднує петлю.

## Прусик із карабіном
Крізь всі витки схоплюючого вузла довгою стороною до основної мотузці пристьобується карабін. Застосування так, як і вузла Бахмана. Без навантаження менше розслабляється.